# Uljanowka (Kaliningrad)
Uljanowka (russisch Ульяновка, deutsch Klein Hoppenbruch) ist ein kleiner Ort im Stadtkreis Laduschkin der russischen Oblast Kaliningrad.
Uljanowka liegt vier Kilometer nordöstlich von Laduschkin (Ludwigsort) und drei Kilometer südwestlich von Uschakowo (Brandenburg (Frisches Haff)) nahe der Regionalstraße 27A-020 (ex A194, auch Europastraße 28) an der Grenze zwischen dem Stadtkreis Laduschkin zum Rajon Gurjewsk. Die nächste Bahnstation ist Laduschkin an der Bahnstrecke Kaliningrad–Mamonowo.
Der Ortsname Uljanowka kommt in Russland mehrfach vor. Im Deutschen unterscheidet sich Klein Hoppenbruch von dem 25 Kilometer weiter südwestlich, direkt an der Bahnstrecke Kaliningrad–Mamonowo gelegenen Groß Hoppenbruch (russisch: Snamenka).

## Geschichte
Am 11. Juni 1874 wurde aus den Landgemeinden Brandenburg Flecken (ab 1928 Klein Brandenburg, heute russisch: Uschakowo) und Klein Hoppenbruch sowie den Gutsbezirken Brandenburg Domäne und Brandenburger Heide, Forst und Mühle Brandenburg der Amtsbezirk Brandenburg gebildet.
Im Jahre 1910 zählte die Gemeinde Klein Hoppenbruch 20 Einwohner. Am 30. September 1928 endete die Selbständigkeit dieser Gemeinde: sie wurde mit der Gemeinde Klein Brandenburg zur neuen Landgemeinde Brandenburg zusammengelegt.
Bis 1945 gehörte der Ort zum Landkreis Heiligenbeil im Regierungsbezirk Königsberg in der preußischen Provinz Ostpreußen. Seit 1945 untersteht er sowjetischer beziehungsweise russischer Administration und trägt seit 1947 die Bezeichnung Uljanowka.
Kirchlich gehörte Klein Hoppenbruch bis 1945 – bei überwiegend evangelischer Bevölkerung  – zum Kirchspiel Brandenburg im Kirchenkreis Heiligenbeil in der Kirchenprovinz Ostpreußen der Kirche der Altpreußischen Union. Letzter deutscher Geistlicher war Pfarrer Fritz Schiweck.
Schulisch war Klein Hoppenbruch vor 1945 ebenfalls nach Brandenburg orientiert.